# Estação San Juan de Dios
A Estação San Juan de Dios é uma das estações do VLT de Guadalajara, situada em Guadalajara, entre a Estação Plaza Universidad e a Estação Belisario Domínguez. Administrada pelo Sistema de Tren Eléctrico Urbano (SITEUR), faz parte da Linha 2.
Foi inaugurada em 1º de julho de 1994. Localiza-se no cruzamento da Avenida Javier Mina com a Estrada Independencia Norte. Atende o bairro San Juan de Dios.